# Citroën C4 Aircross
Citroën C4 Aircross — компактний кросовер автовиробника Citroën.

## Перше покоління

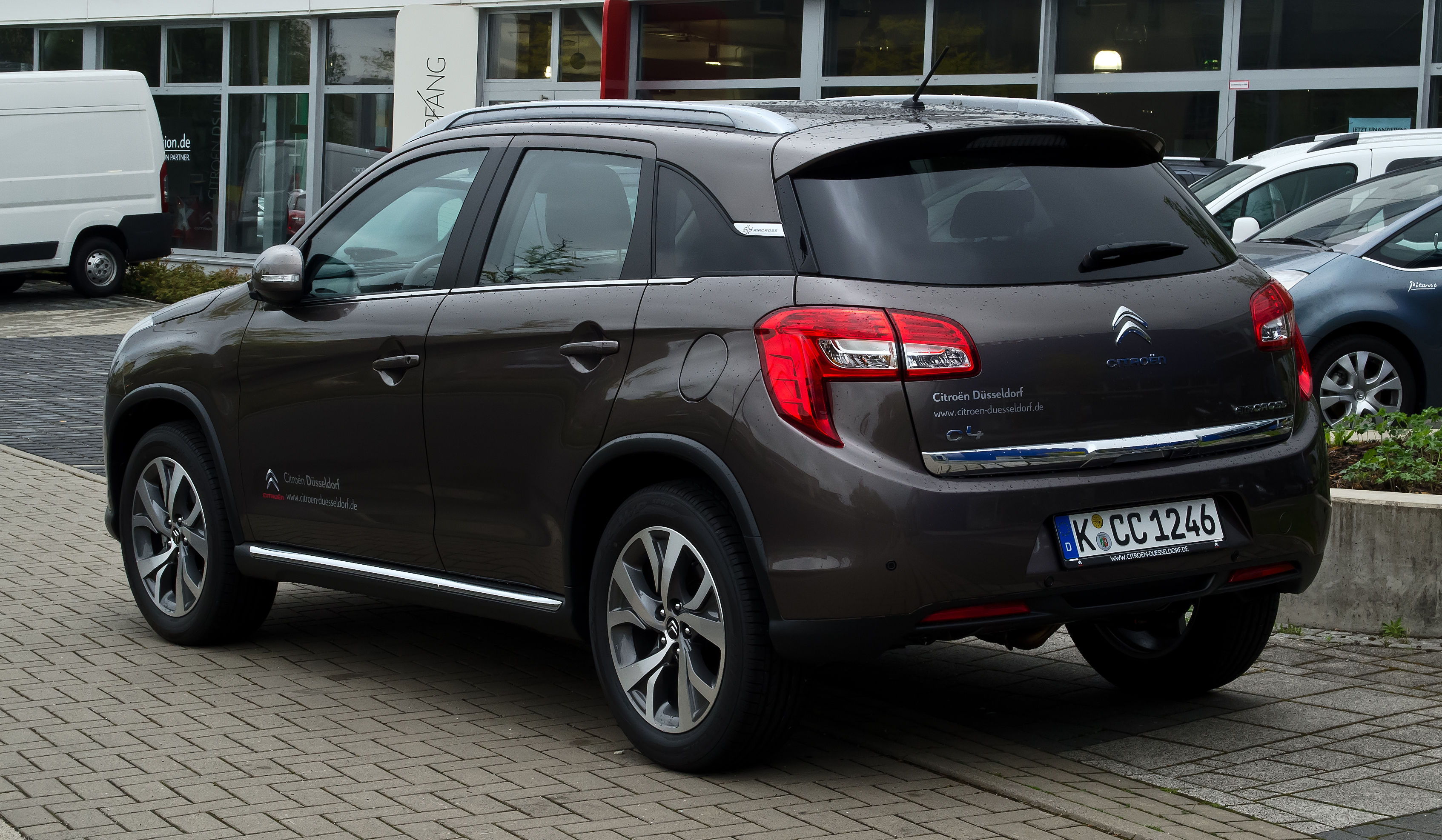
Citroën C4 Aircross HDi 150

Перша інформація про нього з'явилася у вересні 2011 року. Кінцева версія була представлена в березні 2012 року на Женевському автосалоні. Платформа взята від Mitsubishi ASX і використовується разом також в Peugeot 4008.
Продажі почалися у квітні 2012 року.
Екстер'єр відразу ж видає французьке походження автомобіля: витончені лінії поєднуються з потужними рисами кросовера. Завдяки своєрідному дизайну, автомобіль легко впізнати. Передня частина Ц4 Аіркросс прикрашена фальшрадіаторною решіткою з розтягнутою емблемою бренду по всій довжині. З боків фальшрадіаторної решітки розташовується виразна оптика, яка частково виходить і на боки кузова. Бічні частини Citroen C4 Aircross прикрашені опуклими колісними арками, захищеними пластиковими накладками. Задня частина кросовера оснащена крупною світлотехнікою, а дверцята багажника - спойлером.
Габарити Citroen C4 Aircross  дорівнюють: довжина - 4340 мм, ширина - 1800 мм, висота - 1630 мм, колісна база - 2670 мм.
Якість їзди автомобіля значно відрізняється від його братів, так розробники збільшили кліренс і поліпшили керованість, зробивши ходову жорсткішою і пропрацювавши електропідсилювач керма. Підвіска кросовера представлена Макферсоном спереду і багатоважільною конструкцією ззаду. Для Citroen C4 Aircross також доступно кілька режимів трансмісії: передньопривідний 2WD для міста, 4WD і режим Lock, який частіше використовується для позашляхової їзди. Передні колеса Ц4 Аіркросс оснащені дисковими вентильованими гальмами, а задні дисковими. 

## Друге покоління

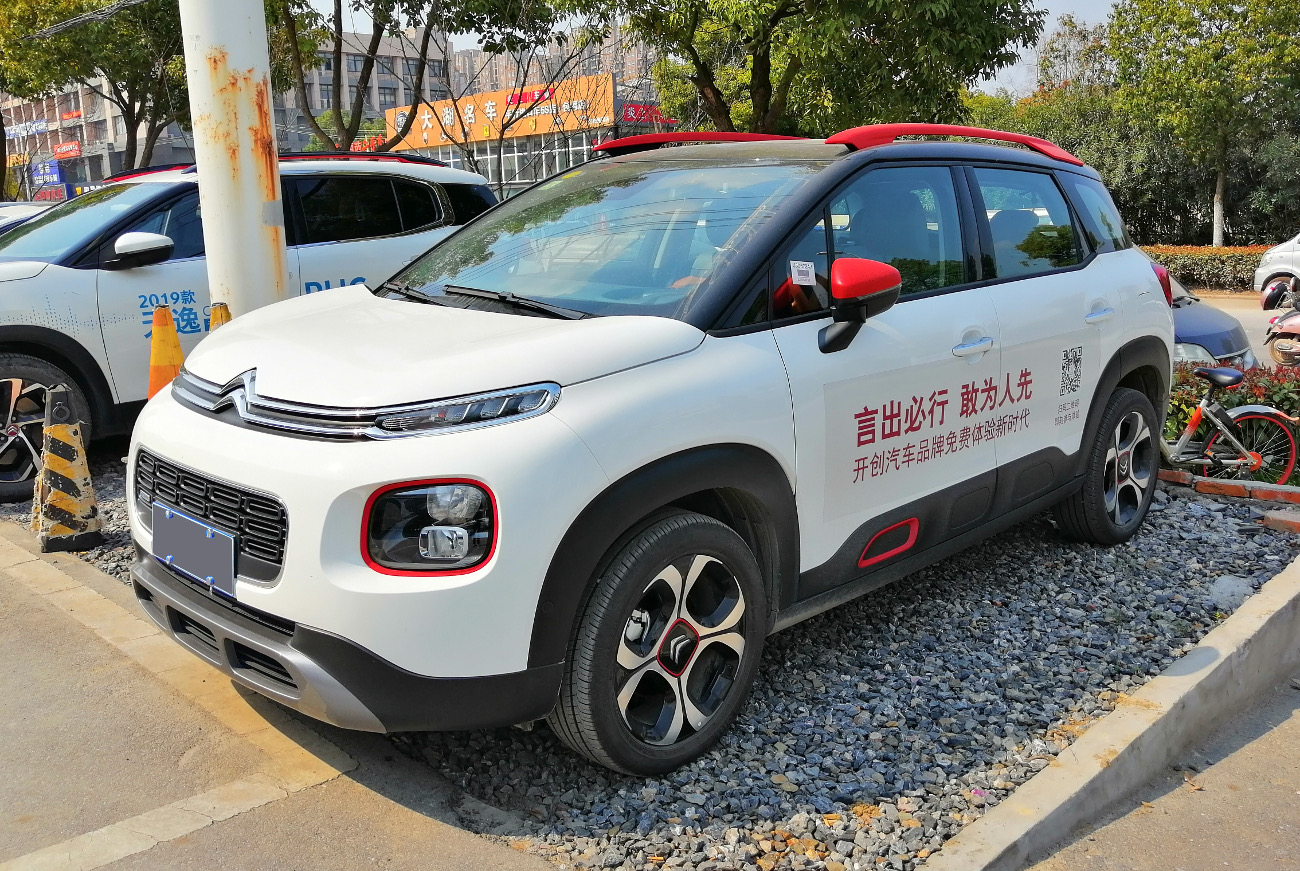
Citroën C4 Aircross CN

В 2018 році в Китаї представлене друге покоління Citroën C4 Aircross, що є дещо збільшеним варіантом європейського Citroën C3 Aircross другого покоління. Автомобіль збудований на модульній платформі PSA PF1 platform.